# Плезантон (Тексас)
Плезантон (енгл. Pleasanton) град је у америчкој савезној држави Тексас. По попису становништва из 2010. у њему је живело 8.934 становника.

## Демографија
Према попису становништва из 2010. у граду је живело 8.934 становника, што је 668 (8,1%) становника више него 2000. године.
| Група             | 2000.         | 2010.         |
| Белци             | 3.833 (46,4%) | 3.721 (41,6%) |
| Афроамериканци    | 81 (1,0%)     | 61 (0,7%)     |
| Азијати           | 41 (0,5%)     | 62 (0,7%)     |
| Хиспаноамериканци | 4.228 (51,1%) | 5.029 (56,3%) |
| Укупно            | 8.266         | 8.934         |